# Ambasciata d'Italia a Madrid
L'Ambasciata d'Italia a Madrid è la missione diplomatica della Repubblica Italiana nel Regno di Spagna.
La sede dell'ambasciata si trova a Madrid, nel Palazzo de Amboage.

## Altre sedi diplomatiche d'Italia in Spagna
Oltre l'ambasciata a Madrid, esiste un'estesa rete consolare della Repubblica Italiana nel territorio spagnolo:
| Tipologia                | Sede                        | Note                                            |
| ------------------------ | --------------------------- | ----------------------------------------------- |
| Consolato generale       | Barcellona                  |                                                 |
| Vice consolato           | Alicante                    | dipendente dal Consolato Gen. a Barcellona      |
| Vice consolato           | Castellón de la Plana       | dipendente dal Consolato Gen. a Barcellona      |
| Vice consolato           | Ibiza                       | dipendente dal Consolato Gen. a Barcellona      |
| Vice consolato           | Palma di Maiorca            | dipendente dal Consolato Gen. a Barcellona      |
| Vice consolato           | Saragozza                   | dipendente dal Consolato Gen. a Barcellona      |
| Consolato onorario       | Valencia                    | dipendente dal Consolato Gen. a Barcellona      |
| Consolato onorario       | Formentera                  | dipendente dal Consolato Gen. a Barcellona      |
| Corrispondente consolare | Ciutadella de Menorca       | dipendente dal Consolato Gen. a Barcellona      |
| Corrispondente consolare | Murcia                      | dipendente dal Consolato Gen. a Barcellona      |
| Consolato                | Bilbao                      |                                                 |
| Vice Consolato           | Burgos                      |                                                 |
| Consolato                | Ceuta                       |                                                 |
| Vice Consolato           | Jerez de la Frontera        |                                                 |
| Vice Consolato           | La Coruña                   |                                                 |
| Consolato                | Las Palmas de Gran Canaria  |                                                 |
| Consolato                | Malaga                      |                                                 |
| Vice Consolato           | Oviedo                      |                                                 |
| Consolato                | Pamplona                    |                                                 |
| Consolato                | Santa Cruz de Tenerife      |                                                 |
| Vice Consolato           | Santander                   |                                                 |
| Consolato                | Siviglia                    |                                                 |
| Consolato Onorario       | Andorra la Vella ( Andorra) | Sotto la giurisdizione dell'ambasciata a Madrid |